# Santa Casa de Misericórdia (Cuiabá)
A Santa Casa de Misericórdia de Cuiabá é uma instituição hospitalar em Cuiabá, Mato Grosso. Foi fundada por volta do século XVIII-XIX, no Período Colonial. À época, a área era de propriedade de Manoel Fernandes Guimarães que, ao morrer em 1755, deixou-a para a construção do edifício. A construção, entretanto, só começou em 1815, por ordem de João Carlos Augustos de Uynhersen de Grevemburg, com sua inauguração ocorrendo em 8 de dezembro de 1817. O prédio conta com uma arquitetura colonial e paredes grossas, a Santa Casa foi projetada para abrigar amplas salas de enfermarias. 
Em meados de 1970, o hospital integrou serviços terceirizados, que hoje formam o complexo da Santa Casa. Em 2009, o Hospital possuía 220 leitos, sendo 30 de UTI, e atendia diariamente cerca de 20 a 25 pacientes. Inicialmente recebendo suporte da Real Academia Militar, a Santa Casa atualmente recebe seus recursos dos governos estadual e federal e de doações de instituições privadas, sendo considerada uma instituição filantrópica, com reconhecimento do Conselho Nacional de Assistência Social. Sua fachada, por sua importância cultural, foi tombada em 8 de junho de 1998.